# Herbert W. Franke
Herbert W. Franke (ur. 14 maja 1927 w Wiedniu, zm. 16 lipca 2022) – austriacki naukowiec i pisarz, jeden z ważnych niemieckojęzycznych pisarzy z dziedziny fantastyki naukowej. Zajmował się futurologią, speleologią, grafiką komputerową oraz sztuką komputerową. Pisał również pod pseudonimem Sergius Both.

## Życiorys
Franke studiował fizykę, matematykę, chemię, psychologię i filozofię w Wiedniu. W roku 1950 otrzymał tytuł doktora w dziedzinie fizyki teoretycznej.
Od roku 1957 zajmował się pisarstwem. W latach 1973–1997 był wykładowcą estetyki cybernetycznej (później grafiki i sztuki komputerowej na Uniwersytecie Ludwika i Maksymiliana w Monachium). W roku 1979 był jednym z twórców festiwalu sztuki elektronicznej w Linzu. W latach 1979–1980 wykładał propedeutykę psychologii percepcji na Wydziale Sztuki i Wzornictwa Uniwersytetu Nauk Stosowanych w Bielefeld. W roku 1980 został członkiem niemieckiego PEN Clubu. W tym samym roku otrzymał tytuł profesora. 
Pierwszą publikacją Frankego był zbiór opowiadań pod tytułem Zielona kometa. Dwukrotnie, w 1985 i 1991, otrzymał Deutscher Science Fiction Preis za najlepszą niemieckojęzyczną powieść. W roku 1998 uczestniczył w poświęconej grafice komputerowej konferencji SIGGRAPH (Special Interest Group on Graphics and Interactive Techniques) w Orlando oraz był jurorem na festiwalu VideoMath w Berlinie. Brał udział w wielu prezentacjach i przedstawieniach.
W 2003 ukazała się jego ostatnia publikacja naukowa: Vorstoß in die Unterwelt – Abenteuer Höhlenforschung. Od 2005 Franke pisał powieści naukowofantastyczne.
W roku 2007 Franke otrzymał Austriacki Krzyż Honorowy za wybitne osiągnięcia w dziedzinie sztuki i nauki przyznawany przez Prezydenta Republiki Austrii. W 2008 w uznaniu za ponad pół wieku twórczości literackiej i naukowej przyznano mu Deutscher Fantasy Preis.
Żoną Franke była Susanne Päch, znana niemiecka pisarka i wydawczyni.

## Dorobek twórczy

### Literatura fachowa
- "Phänomen Kunst" (Fenomen sztuki), Heinz Moos Verlag, München 1967
- "Computergraphik – Computerkunst" (Grafika komputerowa – sztuka komputerowa), Bruckmann, München 1971 – ISBN 3-7654-1412-3
- "Apparative Kunst. Vom Kaleidoskop zum Computer" (wraz z G. Jäger), DuMont Schauberg, Köln, München 1973 – ISBN 3-7701-0660-1
- "Phänomen Kunst. Die kybernetischen Grundlagen der Ästhetik" (Fenomen sztuki. Cybernetyczne podstawy estetyki), (drugie rozszerzone wydanie)DuMont 1974 – ISBN 3-7701-0725-X
- "Kybernetische Ästhetik – Phänomen Kunst" (3. erweiterte Auflage von "Phänomen Kunst") Ernst Reinhardt Verlag, München 1979 – ISBN 3-497-00889-3
- "Computergraphik – Computerkunst" (drugie rozszerzone wydanie) Springer Verlag, Heidelberg, Berlin, New York 1985
- "Ästhetische Information" (wraz z Helmarem Frankiem), I. f. Kybernetik-Verlag, Berlin, Paderborn 1997
- "Animation mit Mathematica", Springer, 2002 – ISBN 3-540-42372-9
- "Wildnis unter der Erde", Brockhaus, Wiesbaden 1956
- "Kunst und Konstruktion", Bruckmann 1957
- "Magie der Moleküle", Brockhaus 1958
- "Wohin kein Auge reicht", Brockhaus 1959
- "... nichts bleibt uns als das Staunen", Wilhelm Goldmann, München 1959
- "Vorstoß ins Unbegreifliche", Brockhaus 1960
- "Phänomen Technik", Brockhaus 1962
- "Die Sprache der Vergangenheit", Union Verlag, Stuttgart 1962
- "Neuland des Wissens", Union 1964
- "Der manipulierte Mensch", Brockhaus 1964
- "Leuchtende Finsternis", (wraz z A. Bögli), Kümmerli und Frey, Bern 1967
- "Der Mensch stammt doch vom Affen ab", Kindler Verlag, München 1966
- "Kunststoffe erobern die Welt", Spectrum Verlag, Stuttgart 1966
- "Sinnbild der Chemie", Basilius Presse, Basel 1967, und Moos 1968
- "Methoden der Geochronologie", Springer 1969
- "Die unbewältigte Zukunft", (wraz z E.H. Graul), Kindler 1970
- "Geheimnisvolle Höhlenwelt", dva, Stuttgart 1974 – ISBN 3-421-02415-4
- "Kunst kontra Technik", Fischer Verlag, Frankfurt 1978 – ISBN 3-596-21991-4
- "In den Höhlen dieser Erde", Hoffmann & Campe, Hamburg 1978 – ISBN 3-455-08906-2
- "Die Atome", Ullstein, Berlin 1980 – ISBN 3-550-07914-1
- "Die Moleküle", Ullstein 1980 – ISBN 3-550-07915-X
- "Geheimnisvolle Höhlenwelt" (erweiterte Taschenbuchausgabe), dva 1981 – ISBN 3-548-32042-2
- "Die geheime Nachricht", Umschau, Frankfurt/Main 1982 – ISBN 3-524-69034-3
- "Computergrafik-Galerie. Bilder nach Programm – Kunst im elektronischen Zeitalter", DuMont 1984 – ISBN 3-7701-1570-8
- "Siliziumwelt" (wraz z M. P. Kage), IBM Deutschland GmbH, Stuttgart 1985
- "Leonardo 2000", (Neubearbeitung von "Kunst kontra Technik"), Suhrkamp Frankfurt am Main 1987 – ISBN 3-518-37851-1
- "Die Welt der Mathematik" (wraz z H. Helbig), Computergrafik zwischen Wissenschaft und Kunst, VDI-Verlag, Düsseldorf 1988 – ISBN 3-18-400792-8
- "Digitale Visionen", IBM Deutschland GmbH, 1989
- "Das P-Prinzip. Naturgesetze im Rechnenden Raum", Insel Verlag, Frankfurt/Main 1995 – ISBN 3-458-16656-4
- "Wege zur Computerkunst", Edition 'die Donau hinunter', Wien, St. Peter am Wimberg 1995 – ISBN 3-901233-09-1
- "Vorstoß in die Unterwelt", Bruckmann, München 2003 – ISBN 3-7654-4043-4

### Opowiadania
- "Der grüne Komet", Goldmann 1960 – ISBN 3-442-23037-3
- "Einsteins Erben", Insel 1972 – ISBN 3-458-15856-1
- "Zarathustra kehrt zurück", Suhrkamp 1977 – ISBN 3-518-06910-1
- "Einsteins Erben", (drugie wydanie), Suhrkamp 1980 – ISBN 3-518-37103-7
- "Paradies 3000", Suhrkamp 1981 – ISBN 3-518-37164-9
- "Der Atem der Sonne", Suhrkamp 1986 – ISBN 3-518-37765-5
- "Spiegel der Gedanken", Suhrkamp 1990 – ISBN 3-518-38243-8

### Powieści
- "Das Gedankennetz", Goldmann 1961 – ISBN 3-442-23021-7
- "Der Orchideenkäfig", Goldmann 1961 – ISBN 3-442-23018-7
- "Die Glasfalle", Goldmann 1962 – ISBN 3-442-23041-1
- "Die Stahlwüste", Goldmann 1962 – ISBN 3-442-23062-4
- "Der Elfenbeinturm", Goldmann 1965 – ISBN 3-442-23049-7
- "Zone Null", Kindler und Lichtenberg, München 1972 – ISBN 3-7852-2002-2
- "Zone Null", (drugie wydanie) Wilhelm Heyne Verlag, München 1974 – ISBN 3-7852-2002-2
- "Ypsilon minus", Suhrkamp 1976 – ISBN 3-518-36858-3
- "Sirius Transit", Suhrkamp 1979 – ISBN 3-518-37035-9
- "Zone Null", (trzecie wydanie) Suhrkamp 1980 – ISBN 3-453-30249-4
- "Schule für Übermenschen", Suhrkamp 1980 – ISBN 3-518-37230-0
- "Tod eines Unsterblichen", Suhrkamp 1982 – ISBN 3-518-37272-6
- "Transpluto", Suhrkamp 1982 – ISBN 3-518-37341-2
- "Die Kälte des Weltraums", Suhrkamp 1984 – ISBN 3-518-37490-7
- "Endzeit", Suhrkamp 1985 – ISBN 3-518-37653-5
- "Dea Alba" (wspólnie z Michaelem Weisser), Suhrkamp 1988 – ISBN 3-518-38009-5
- "Hiobs Stern", Suhrkamp 1988 – ISBN 3-518-38088-5
- "Zentrum der Milchstraße", Suhrkamp 1990 – ISBN 3-518-38195-4
- "Sphinx_2", dtv, München 2004 – ISBN 3-423-24407-0
- "Cyber City Süd", dtv Premium, München 2005 – ISBN 3-423-24470-4
- "Auf der Spur des Engels", dtv, München 2006 – ISBN 3-423-24540-9
- "Flucht zum Mars", dtv, München 2007 – ISBN 978-3-423-24600-2